# 利国镇 (乐东县)
利国镇，是中华人民共和国海南省乐东黎族自治县下辖的一个乡镇级行政单位。
2015年6月5日，海南省人民政府批复同意将九所镇位于望楼河东岸的赤塘、冲坡、塘丰、乐一、乐二、乐三、乐四村委会和河东、望楼港社区居委会划归利国镇管辖。

## 行政区划
利国镇下辖以下地区：
河东社区、望楼港社区、冲坡村、塘丰村、赤塘村、乐一村、乐二村、乐三村、乐四村、利国社区、秦标村、佛丰村、官村、荷口村、抱岁村、新联村、新民村、抱新村、红五村、文且村、抱告村、茅坡村、球港村、羊上村和望楼村。

## 图库

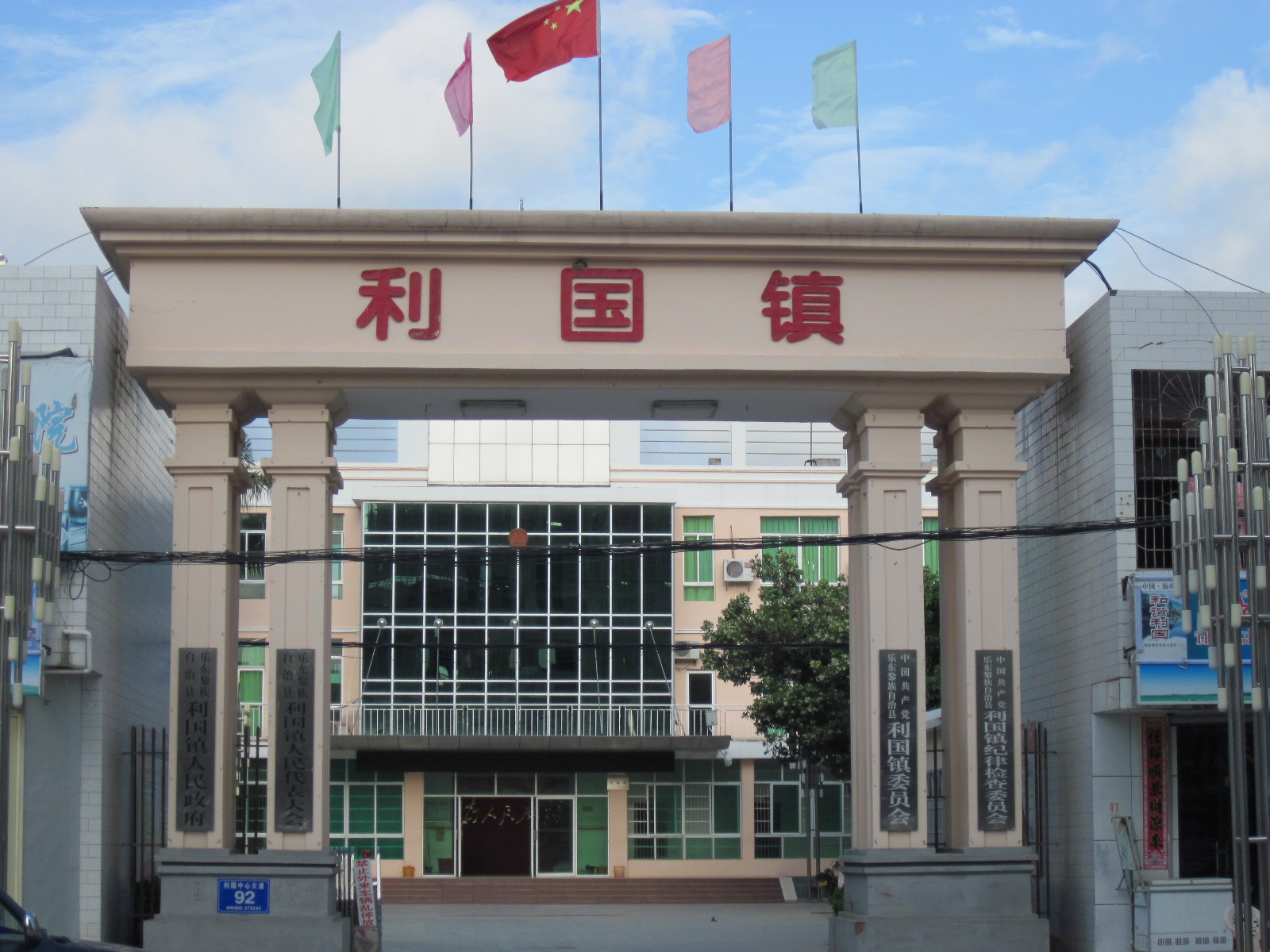
利国镇政府大楼。
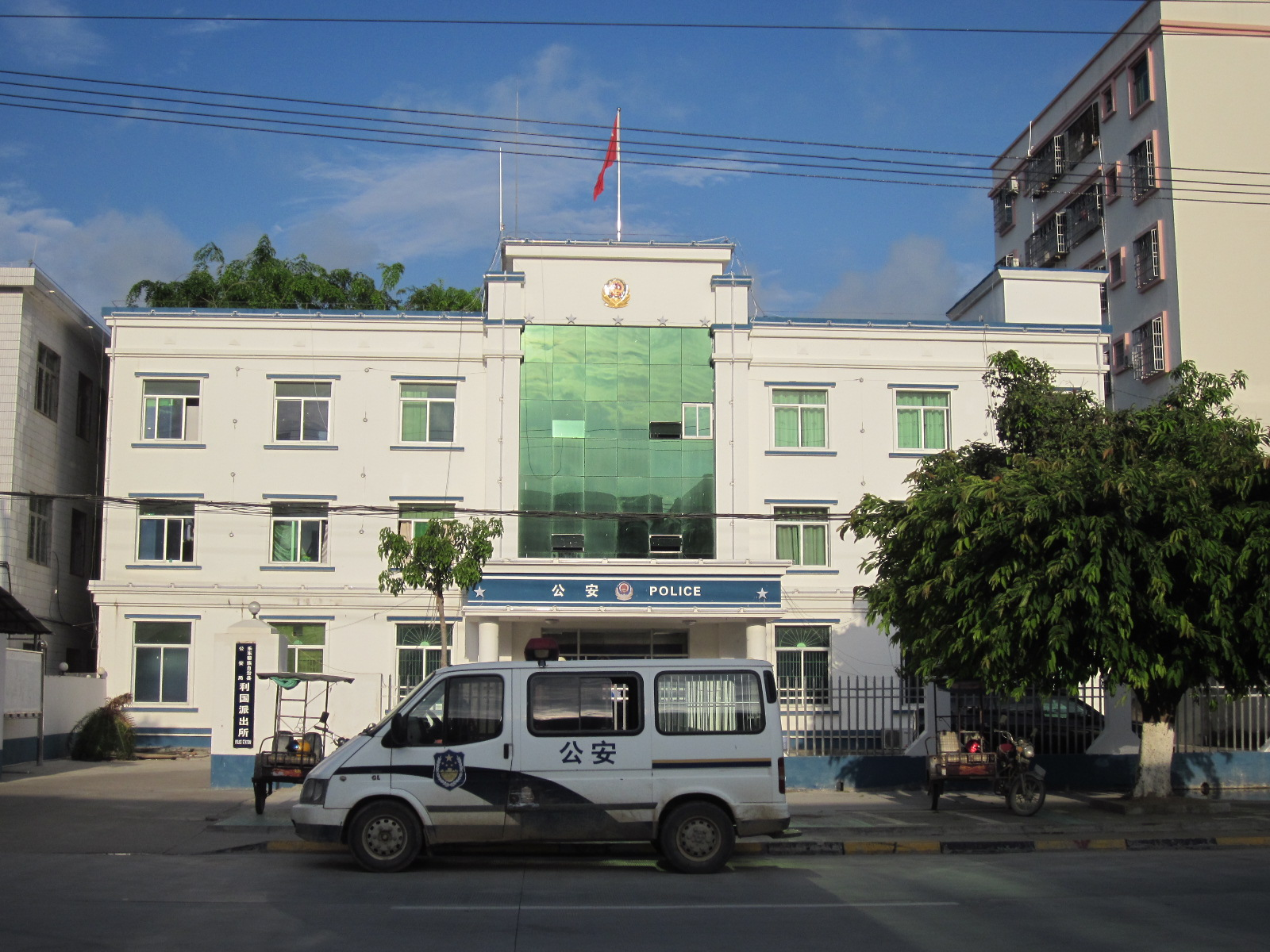
利国镇派出所。
冲坡中心卫生院。
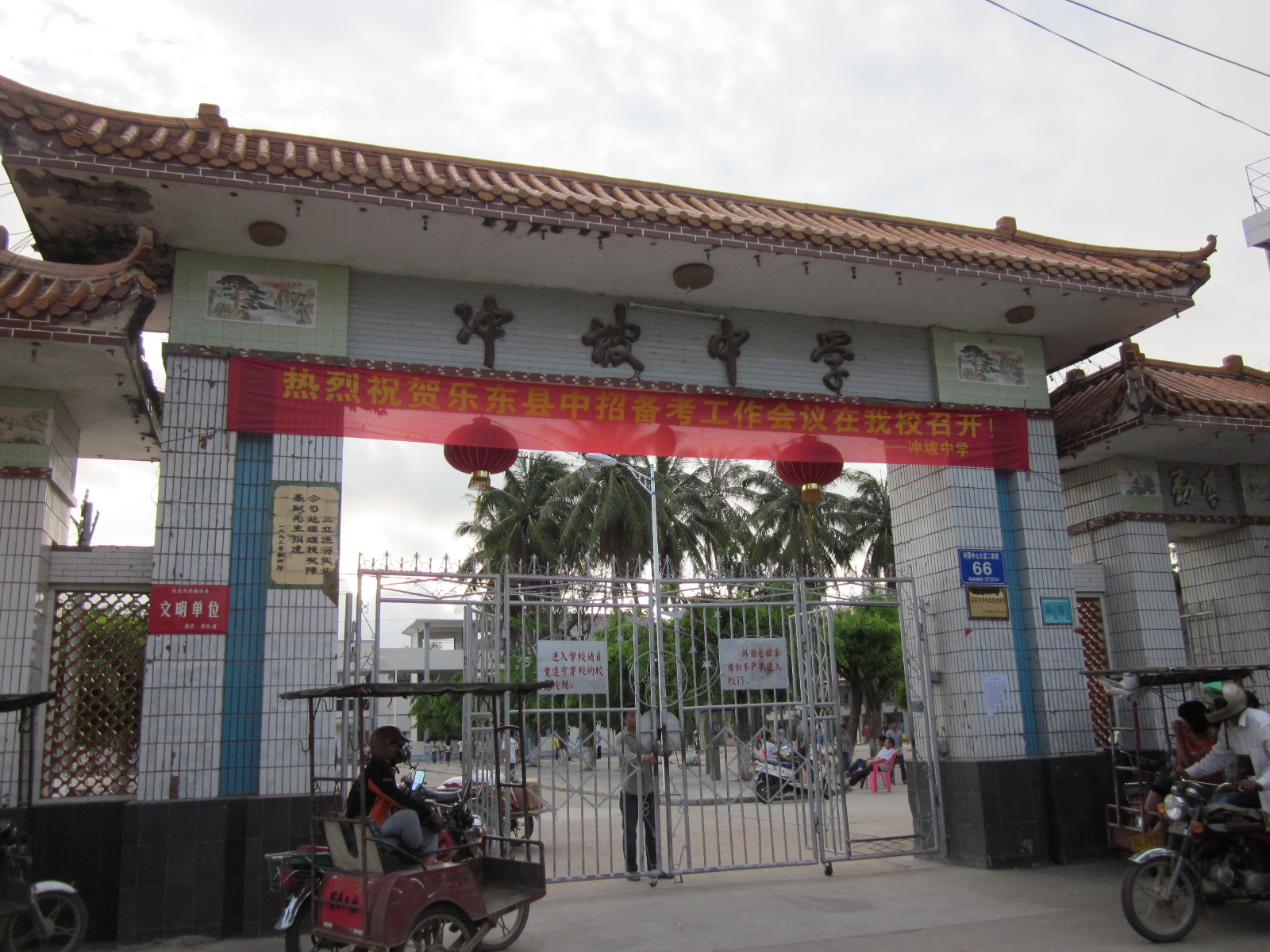
冲坡中学。